# Radu Prișcu
Ionel Radu Prișcu (n. 22 ianuarie 1921, Brașov, România – d. 24 februarie 1987, București, România) a fost un profesor universitar și inginer constructor de baraje român, cel mai bine cunoscut pentru proiectarea barajului Vidraru de pe râul Argeș.

## Biografie
S-a născut în 22 ianuarie 1921, în Șcheii Brașovului și a absolvit liceul „Andrei Șaguna” din Brașov. În 1944 a absolvit Școala Politehnică din București cu „magna cum laude”, , unde i-a avut ca profesori pe Dionisie Germani, Cristea Mateescu și Dorin Pavel, din care ultimilor doi le-a fost asistent. Ca profesor universitar, Radu Prișcu a creat mai multe generații de specialiști în hidrotehnică, printre studenții săi numărându-se, printre alții, și politicienii de mai târziu Ion Iliescu, Petre Roman și Călin Popescu Tăriceanu.

## Hidrotehnician
De numele lui Radu Prișcu se leagă toate marile construcții hidrotehnice care au dat României independența energetică. A lucrat la Bicaz, Vidraru, Siriu, dar a proiectat și coordonat construirea unor mari baraje și în Iran sau Liban.
A colaborat la proiectarea barajelor Zărnești, Valiug și Gozna, iar ulterior a proiectat barajele Negovanu (pe râul Sadu, primul baraj arcuit din România în 1960) și Secu (pe râul Bârzava, primul baraj cu contraforți din țară în 1963). A coordonat proiectarea barajului Vidraru (cel mai înalt baraj arcuit din țară în 1965). În perioada coordonării proiectării barajului de la Poiana Uzului s-a implicat și la barajul Paltinu (pe râul Doftana, primul baraj cu rost perimetral din țară).
| “ | După ce în primăvară Consiliul Local i-a conferit lui Radu Prișcu titlul de Cetățean de Onoare Post-Mortem al Brașovului, astăzi facem un nou pas către păstrarea amintirii acestui mare savant. Am dezvelit placa comemorativă care va aminti brașovenilor că aici s-a născut un mare brașovean. Solicităm Consiliului Local și Primăriei să analizeze și schimbarea numelui străzii Băilor, care desparte casa în care s-a născut Radu Prișcu de Colegiul Național A. Șaguna, în strada Radu Prișcu, ceea ce ar însemna recunoașterea definitivă a valorii acestui mare savant, creator al școlii hidrotehnice românești. | ” |
| — scriitorul Mircea Brenciu la inaugurarea unei plăci comemorative plasate pe casa unde s-a născut și a locuit inginerul | |   |

Baraje proiectate sau coordonate de Radu Prișcu
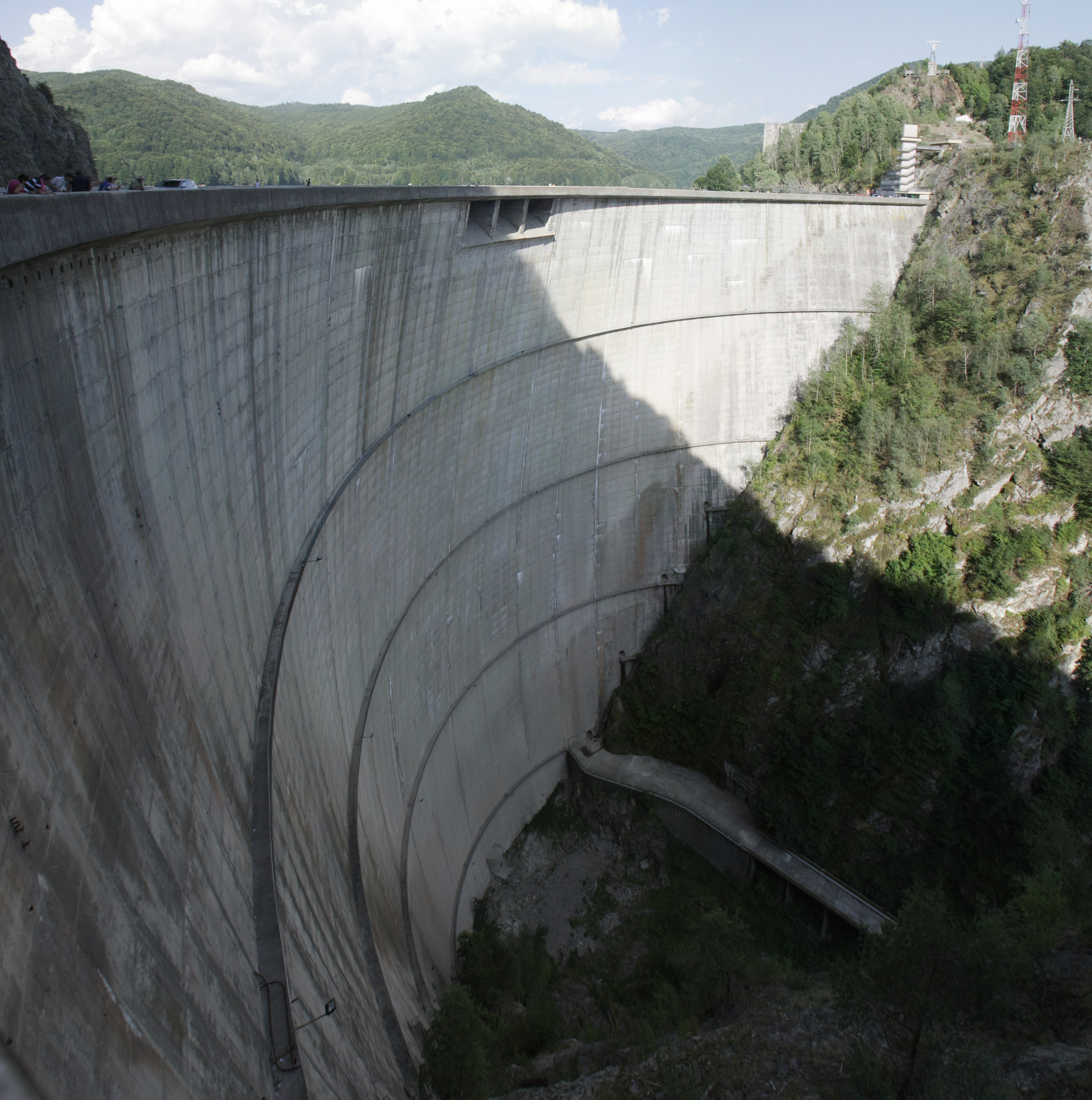
Vidraru
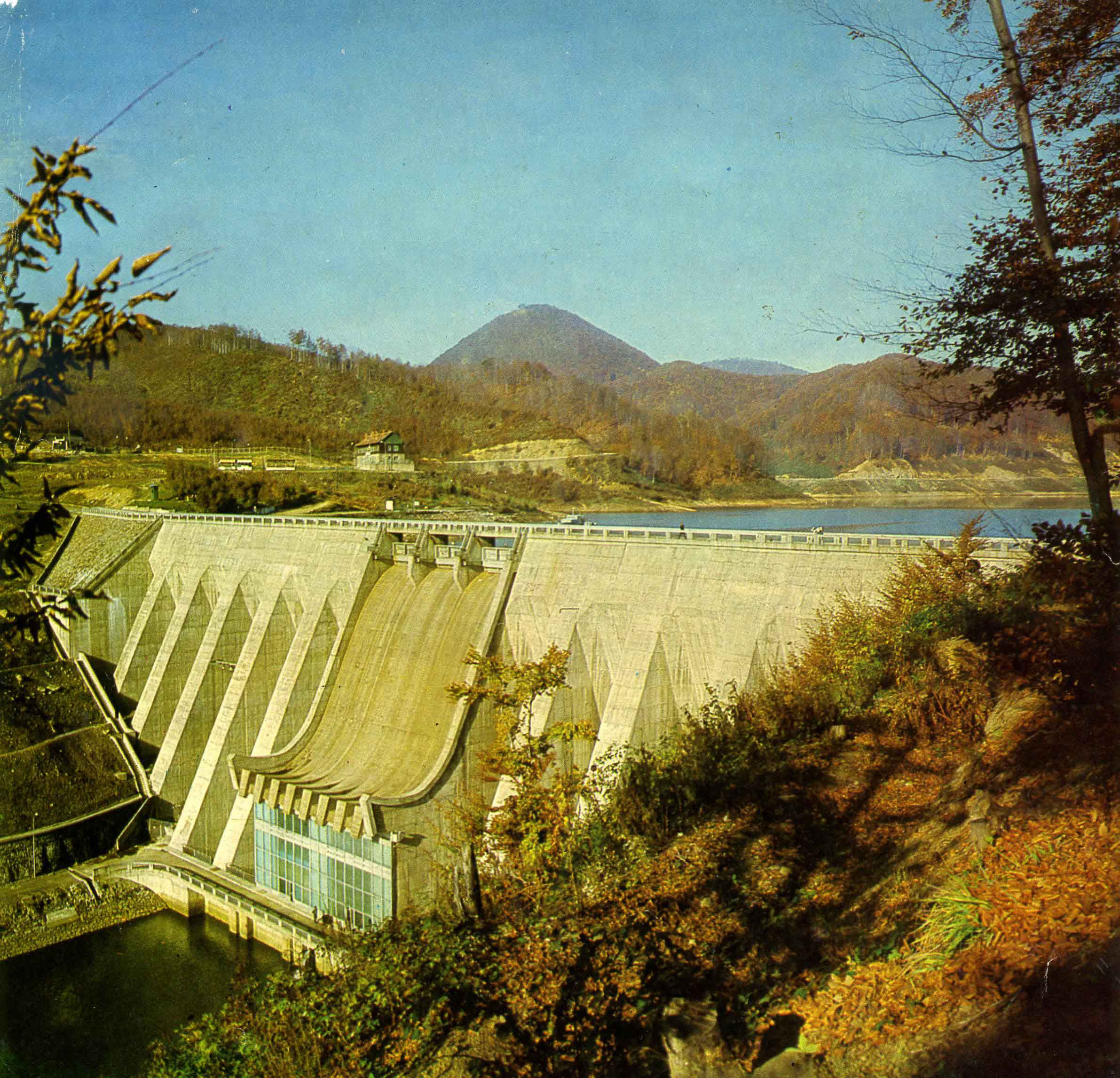
Strâmtori
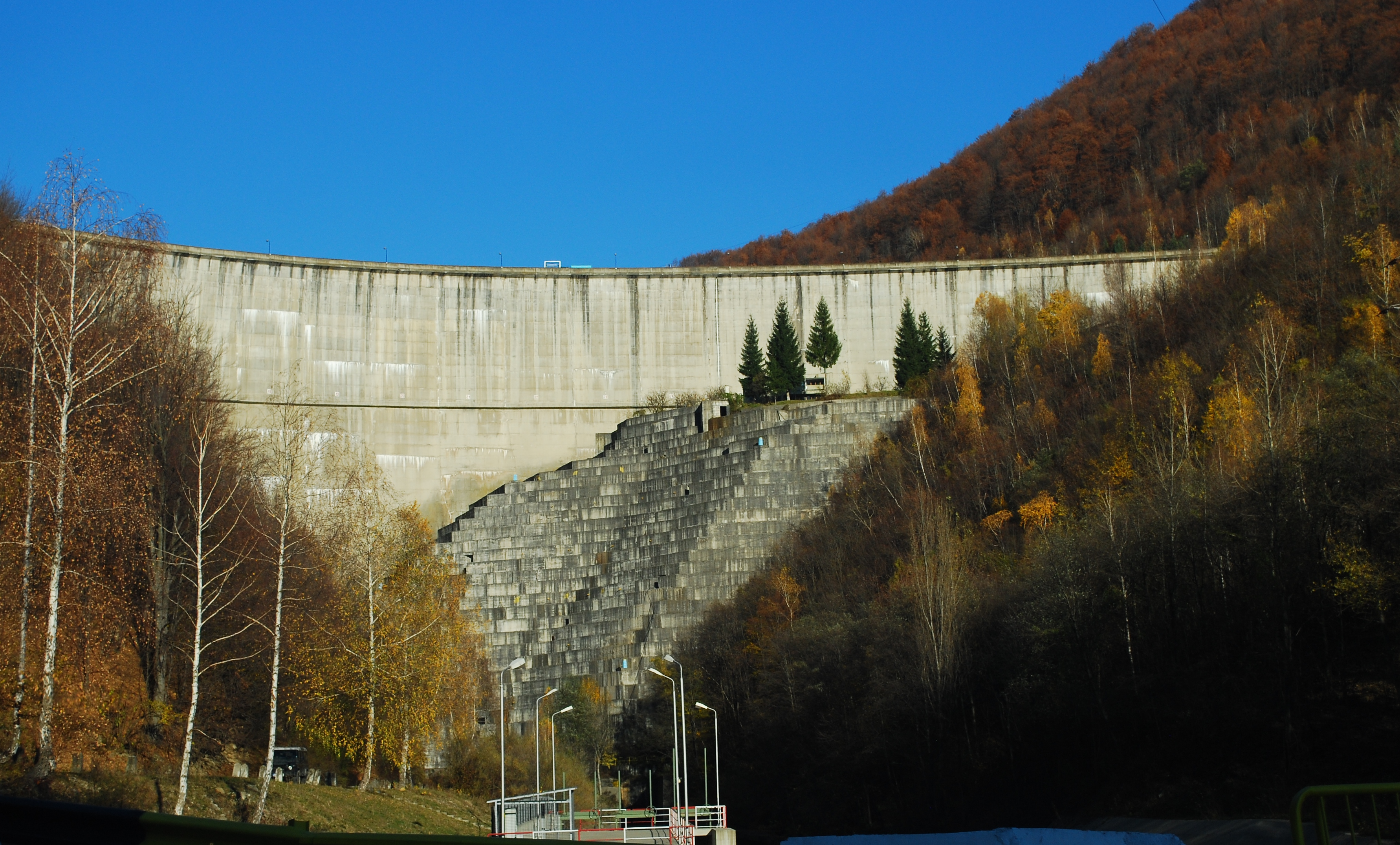
Paltinu
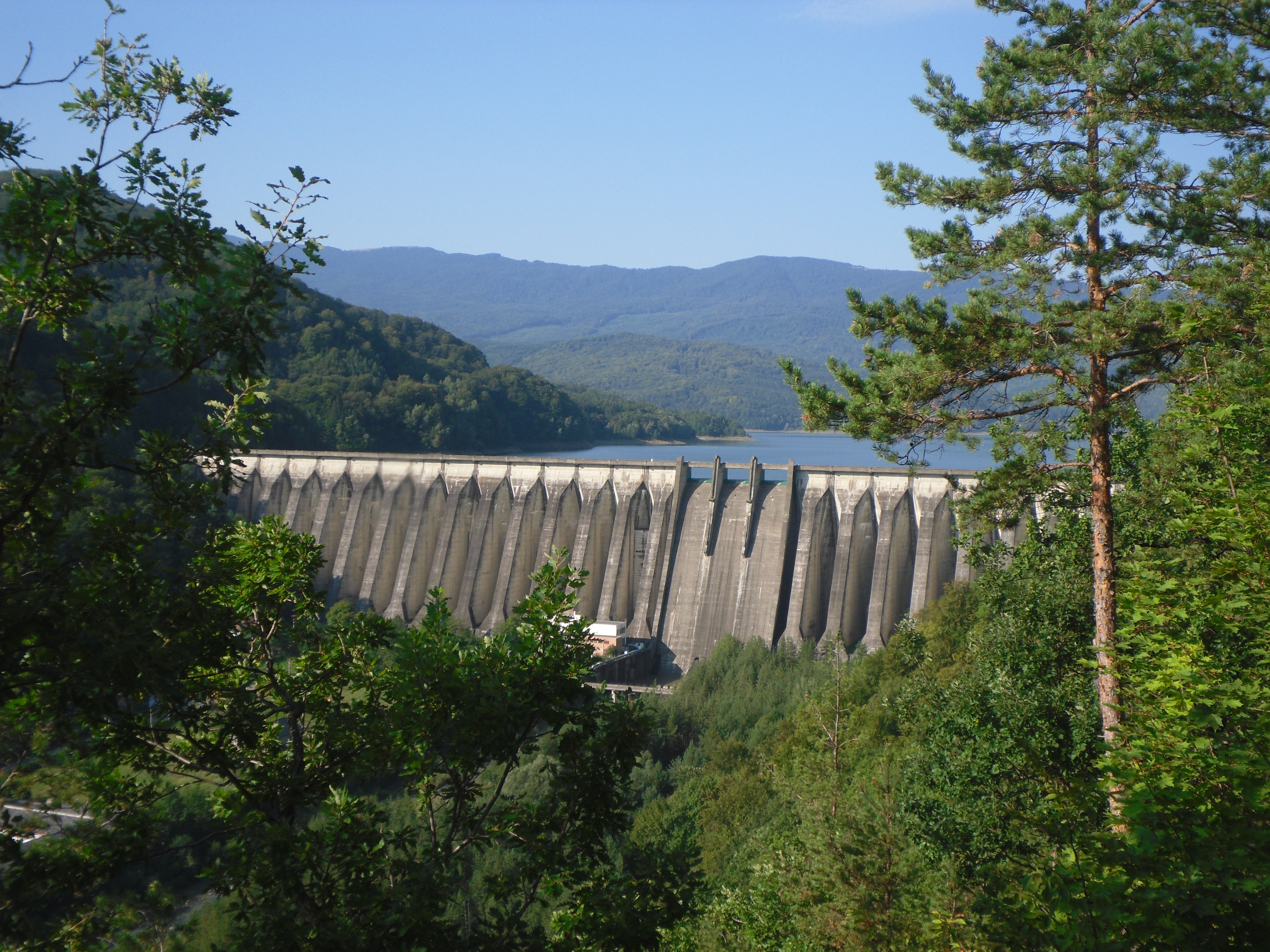
Poiana Uzului
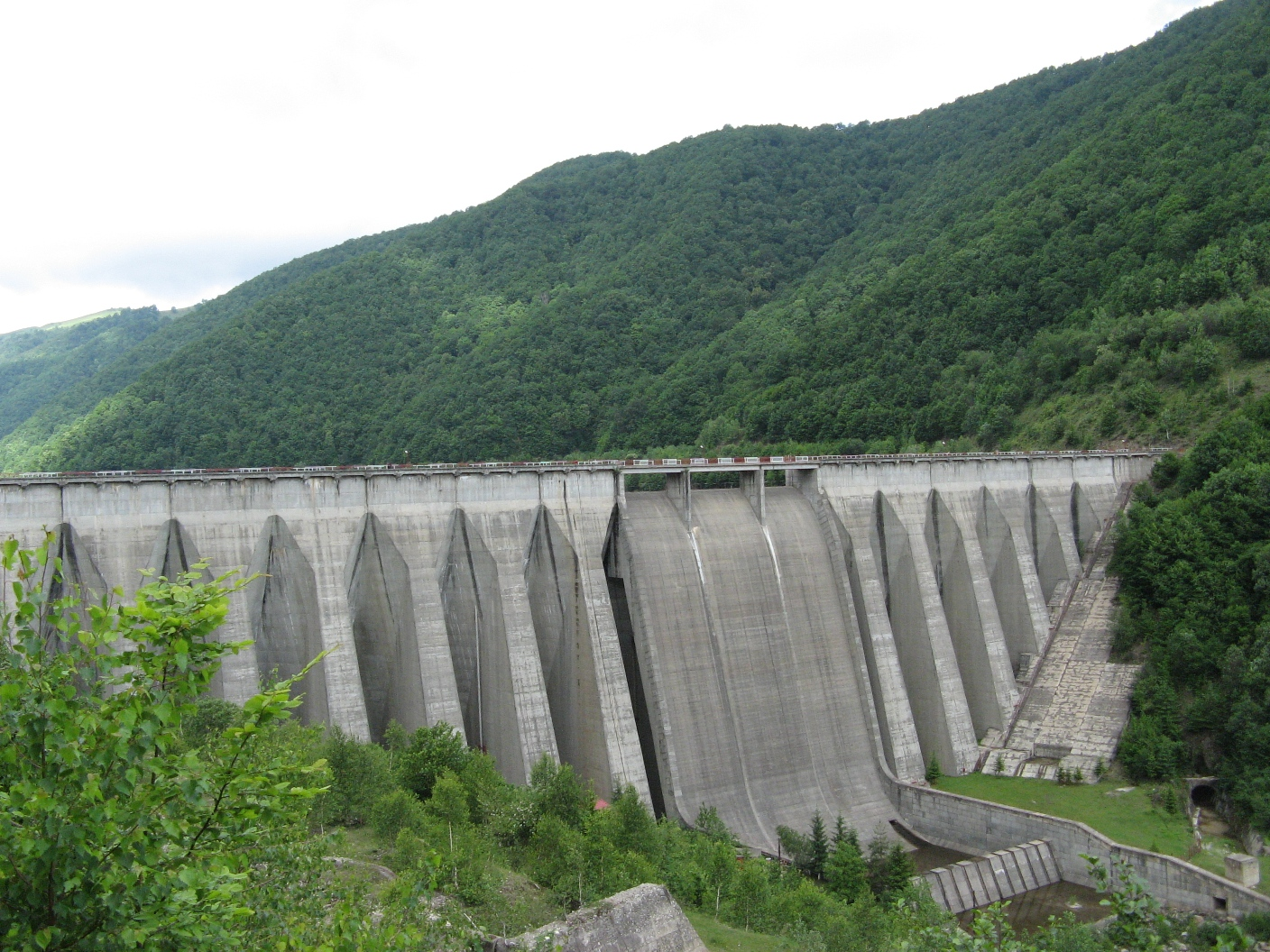
Gura Râului

## Lucrări publicate
- Construcții hidrotehnice, Volumul I, Ministerul Educației și Învățământului, Editura Didactică și Pedagogică, București, 1983
- Construcții hidrotehnice, Volumul II, Ministerul Educației și Învățământului, Editura Didactică și Pedagogică, București, 1984
- Earthquake Engineering for Large Dams de Radu Prișcu, Constantin Stere, Dan Stematiu și Adrian Popovici
- Ingineria seismică a marilor baraje de Radu Prișcu, Adrian Popovici, Dan Stematiu, Lucian Ilie și Constantin Stere
- Ingineria seismică a construcțiilor hidrotehnice de Radu Prișcu și Adrian Popovici, Dan Stematiu, Lucian Ilie și Constantin Stere

## Distincții
- Ordinul Tudor Vladimirescu clasa a III-a (20 aprilie 1971) „pentru merite deosebite în opera de construire a socialismului, cu prilejul aniversării a 50 de ani de la constituirea Partidului Comunist Român”[6]